# Ladislav Kareš
Ladislav Kareš (19. listopadu 1919, Praha – 15. května 2001) byl fotbalový útočník, reprezentant Československa, prvoligový hráč celé řady českých klubů.

## Fotbalová kariéra
Svou kariéru začal v pražských Bohemia AFK Vršovice, odtud odešel do SK Pardubice, poté do SK Viktoria Plzeň a pak do Technomatu Teplice. V Teplicích (nyní klub FK Teplice) se podílel na postupu týmu do 1. ligy a dva roky zde zůstal hrát. V roce 1949 byl nejlepším střelcem týmu. Z Teplic odešel na jaře 1950 hrát do prvoligového klubu Dynamo Slavia Praha.
Byl výtečným střelcem, a když vznikl o mnoho let později Klub ligových kanonýrů, byl do něj dodatečně zapsán s číslem 11. V lize odehrál 194 utkání. Dokázal během své kariéry nastřílet 163 branek, z toho 86 za Bohemians, 8 za SK Pardubice, 20 za Viktorii Plzeň, 28 za Teplice a 21 za pražskou Slávii. V letech 1949 a 1950 hrál ve 2 mezistátních zápasech (proti Bulharsku a v Rumunsku, žádný gól však nevstřelil) .

## Ligová bilance
| Ročník                                     | Zápasy | Góly | Klub                 |
| ------------------------------------------ | ------ | ---- | -------------------- |
| Národní liga 1940/41                       | 21     | 23   | Bohemia AFK Vršovice |
| Národní liga 1941/42                       | 22     | 21   | Bohemia AFK Vršovice |
| Národní liga 1942/43                       | 20     | 23   | Bohemia AFK Vršovice |
| Národní liga 1943/44                       | 26     | 24   | Bohemia AFK Vršovice |
| Státní liga 1945/46                        | 1      | 0    | AFK Bohemians Praha  |
| Státní liga 1945/46                        | 9      | 8    | SK Pardubice         |
| Státní liga 1946/47                        | -      | 19   | SK Viktoria Plzeň    |
| Státní liga 1947/48                        | -      | 1    | SK Viktoria Plzeň    |
| Státní liga 1948                           | 11     | 11   | Sokol Teplice        |
| Celostátní československé mistrovství 1949 | 23     | 16   | Technomat Teplice    |
| Celostátní československé mistrovství 1950 | 2      | 1    | Technomat Teplice    |
| Celostátní československé mistrovství 1950 | -      | 16   | Dynamo Slavia Praha  |
| Mistrovství československé republiky 1951  | -      | 5    | Dynamo Slavia Praha  |
| CELKEM 1. československá liga              | 194    | 163  |                      |